# Gerardo Mello Mourão
Gerardo Mello Mourão (* 8. Januar 1917 in Ipueiras; † 9. März 2007 in Rio de Janeiro) war ein brasilianischer Dichter, Politiker, Journalist, Übersetzer, Essayist und Biograf. Er war eine bedeutende Figur der brasilianischen epischen Poesie sowie der gesamten lusophonen Literatur.

“Gerardo Mello c […] is a legendary figure in Brazilian literature. A close friend of Guignard, Michel Deguy and Pablo Neruda, he was nominated for Nobel Prize in 79 and is one of the most respected Brazilian writers internationally. His best known books are The Invention of the Sea, the Jack of Swords and the trilogy Os Peãs. Ezra Pound commented: ‘In all my work, what I tried was to write the epic of America. I think I didn’t succeed. The poet from O País dos Mourões did it.’”

„Gerardo Mello Mourão […] ist eine legendäre Figur in der brasilianischen Literatur. Als enger Freund von Guignard, Michel Deguy und Pablo Neruda wurde er 79 für den Nobelpreis nominiert und ist einer der international angesehensten brasilianischen Schriftsteller. Seine bekanntesten Bücher sind The Invention of the Sea, The Jack of Swords und die Trilogie Os Peãs. Ezra Pound kommentierte: ‚Bei all meinen Arbeiten habe ich versucht, das Epos von Amerika zu schreiben. Ich glaube, es ist mir nicht gelungen. Der Dichter von O País dos Mourões hat es geschafft.‘“

Zu seinen bekanntesten Werken gehören Invenção do Mar: Carmen sæculare (1997) und Os Peãs (1982). Er war auch bekannt für seine Beschäftigung mit ideologischen Bewegungen des 20. Jahrhunderts wie Faschismus und Kommunismus. Aus diesem Grund wurde Mourão 18 Mal festgenommen. Er wurde auch im Gefängnis gefoltert. In Deutschland hat sich der Übersetzer aus dem Brasilianischen Curt Meyer-Clason um sein Werk verdient gemacht.

## Familie
Mourão war verheiratet mit Lea de Barros Carvalho e Mello Mourão, mit der er drei Kinder hatte, darunter den unter dem Künstlernamen Tunga bekannten Bildhauer. 2014 erhielt die Universitätsbibliothek der Universidade Federal do Ceará seine Privatbibliothek mit 13.000 Bänden als Geschenk.

## Werke
- Poesia do homem só (Rio de Janeiro: Ariel Editora, 1938)
- Mustafá Kemel (1938)
- Do Destino do Espírito (1941)
- Argentina (1942)
- Cabo das Tormentas (Edic̜ões do Atril, 1950)
- Três Pavanas (São Paulo: GRD, 1961)
- O país dos Mourões (São Paulo: GRD, 1963)
- Dossiê da destruição (São Paulo: GRD, 1966)
- Frei e Chile num continente ocupado (Rio de Janeiro: Tempo Brasileiro, 1966)
- Peripécia de Gerardo (São Paulo: Paz e Terra, 1972) [Prêmio Mário de Andrade de 1972]
- Rastro de Apolo (São Paulo: GRD, 1977)
- O Canto de Amor e Morte do Porta-estandarte Cristóvão Rilke [tradução] (1977)
- Pierro della Francesca ou as Vizinhas Chilenas: Contos (São Paulo: GRD, 1979)
- Os Peãs (Rio de Janeiro: Record, 1982)
- A invenção do saber (São Paulo: Paz e Terra, 1983)
- O Valete de espadas (Rio de Janeiro: Guanabara, 1986)
- O Poema, de Parmênides [tradução] (in Caderno Lilás, Secretaria de Cultura da Prefeitura do Rio de Janeiro: Caderno Rio-Arte. Ano 2, nr. 5, 1986)
- Suzana-3 - Elegia e inventário (São Paulo: GRD, 1994)
- Invenção do Mar: Carmen sæculare (Rio de Janeiro: Record, 1997)[6] Prêmio Jabuti de 1999 (Memento vom 29. August 2014 im Internet Archive)
- Cânon & fuga (Rio de Janeiro: Record, 1999)[7]
- Um Senador de Pernambuco: Breve Memória de Antônio de Barros Carvalho (Rio de Janeiro: Topbooks, 1999)[8]
- O Bêbado de Deus (São Paulo: Green Forest do Brasil, 2000)[9]
- Os Olhos do Gato & O Retoque Inacabado (2002)
- O sagrado e o profano (Florianópolis: Museu/Arquivo da Poesia Manuscrita, 2002)
- Algumas Partituras (Rio de Janeiro: Topbooks, 2002)[10]
- O Nome de Deus (Confraria 2 anos, 2007)

Übersetzungen ins Deutsche
- Pikbube. Roman. Aus dem Portugiesischen von Curt Meyer-Clason. Mit einem Nachwort von Goffredo Jommi. (= Rowohlt Paperback; 24). Rowohlt, Reinbek bei Hamburg 1963. Originaltitel: O Valete de espadas.